# Macon megye (Tennessee)
Macon megye az Amerikai Egyesült Államokban, azon belül Tennessee államban található. Megyeszékhelye Lafayette, legnagyobb városa Lafayette. Lakosainak száma 25 216 fő (2020. április 1.). Macon megye Monroe, Clay, Jackson, Smith, Trousdale, Sumner és Allen megyékkel határos.

## Népesség
A megye népességének változása:
| Lakosok száma | 22 265 | 22 472 | 22 531 | 22 701 | 23 177 | 25 216 |
|               | 2010   | 2011   | 2012   | 2013   | 2015   | 2020   |